# Barabajagal
| 전문가 평가                       | 전문가 평가 |
| 평가 점수                         | 평가 점수   |
| 출처                              | 점수        |
| --------------------------------- | ----------- |
| AllMusic                          | [ 1 ]       |
| Robert Christgau                  | C+          |
| The Encyclopedia of Popular Music | [ 3 ]       |
| The Rolling Stone Album Guide     | [ 4 ]       |

《Barabajagal》은 영국의 싱어송라이터 도노반의 일곱 번째 스튜디오 음반이자 여덟 번째 음반이다. 1969년 8월 11일, 미국에서 발매되었으나 《Sunshine Superman》, 《Mellow Yellow》, 《The Hurdy Gurdy Man》이 영국에서 발매되지 못하게 하는 계속되는 계약 분쟁으로 인해 영국에서는 발매되지 않았다.

## 배경
대부분의 《Barabajagal》 세션은 1968년 11월에 열렸지만, 〈Happiness Runs〉와 〈Where Is She〉는 지난 5월에 녹음되었다. 〈Atlantis〉, 〈I Love My Shirt〉, 〈To Susan on the West Coast Waiting〉을 제외한 모든 곡들은 《Donovan's Greatest Hits》가 여전히 차트 상위권에 있는 동안 보류되었다. 〈Atlantis〉/ 〈I Love My Shirt〉는 1968년 11월 영국에서 싱글로 발매되었다. 미국에서는 1969년 3월 〈To Susan on the West Coast Waiting〉 / 〈Atlantis〉가 발매되었다. 〈Atlantis〉는 A-사이드보다 높은 차트에 올랐다. 녹음된 곡들 중 일부는 원래 발매되지 않은 《Moon in Capricorn》 음반에 수록될 예정이었다.
1969년 5월, 미키 모스트는 제프 벡 그룹의 리더인 도노반과 적어도 한 번의 세션을 프로듀싱했다. 〈Goo Goo Barabajagal (Love Is Hot)〉 (〈Barabajagal (Love Is Hot)〉 또는 〈Barabajagal〉이라고도 함)과 〈Trudi〉 (원래 〈Bed with Me〉)는 이 세션에서 비롯되었다. 도노반과 제프 벡 그룹이 녹음한 다른 곡들도 있었지만, 2005년 영국 재발매에 보너스 트랙으로 등장하기 전까지 발매되지 않았다. 로드 스튜어트는 그 당시 밴드에 있었지만, 발표된 어떤 노래에서도 리드 노래를 부르지 않았다. 토니 뉴먼이 드러머로 참여한다.
〈Goo Goo Barabajagal (Love Is Hot)〉 / 〈Trudi〉는 1969년 6월에 영국에서, 그리고 1969년 8월 미국에서 싱글로 발매되었다. 도노반의 이전 발매 패턴에 따라, 그의 다음 음반은 그 당시의 히트 싱글의 이름을 따서 명명되었다. 〈Atlantis〉와 〈To Susan on the West Coast Waiting〉의 포함은 《Barabajagal》을 미국에서 강력한 판매자로 만드는 데 도움을 주었다.

## 곡 목록
모든 곡들은 도노반에 의해 작사/작곡하였다.
| #  | 제목                        | 재생 시간 |
| -- | --------------------------- | --------- |
| 1. | 〈Barabajagal〉             | 3:20      |
| 2. | 〈Superlungs My Supergirl〉 | 2:39      |
| 3. | 〈Where Is She〉            | 2:46      |
| 4. | 〈Happiness Runs〉          | 3:25      |
| 5. | 〈I Love My Shirt〉         | 3:19      |

| #   | 제목                                   | 재생 시간 |
| --- | -------------------------------------- | --------- |
| 6.  | 〈The Love Song〉                      | 3:14      |
| 7.  | 〈To Susan on the West Coast Waiting〉 | 3:12      |
| 8.  | 〈Atlantis〉                           | 4:58      |
| 9.  | 〈Trudi〉                              | 2:23      |
| 10. | 〈Pamela Jo〉                          | 4:24      |